# 朱充𩼦
朱充𩼦（1594年—？），號弼成，山西澤州陽城縣宗籍南直隸鳳陽府泗州盱眙縣人，明朝代藩隰川王府宗籍，隰川懿安王朱遜熮來孫，明朝宗室進士。

## 生平
萬曆二十二年（1594年）甲午正月二十七日生。
萬曆三十七年（1609年），稻米歉收，與宗室朱充倓等捐祿賑災。
崇禎九年（1636年）丙子科應天鄉試第四十三名舉人，崇禎十年（1637年）中式丁丑科會試一百一十三名，三甲一百九十六名進士。都察院觀政，崇禎十二年（1639年）授行人司行人。

## 家族
高祖朱仕𡍫，曾祖朱成鋇，封輔國將軍。祖父朱聰㵲，封奉國將軍。父朱俊椺，封鎮國中尉。